# Abu Ixaque Ibraim ibne Maomé ibne Abedalá ibne Almudabir
Abu Ixaque (ou Abu Iúçer) Ibraim ibne Maomé ibne Abedalá ibne Almudabir (Abu Ishaq Ibrahim ibn Muhammad ibn Abdallah ibn al-Mudabbir - lit. "Abu Iaque Ibraim, filho de Maomé, filho de Abedalá, filho de Mudabir"), comumente conhecido simplesmente como Ibraim ibne Almudabir, foi um proeminente cortesão do Califado Abássida, ativo em Samarra durante o reinado dos califas Mutavaquil (r. 847–861) e Almutâmide (r. 870–892). A ele são creditados a autoria de um tratado administrativo e várias anedotas e poemas preservados em coleções medievais.

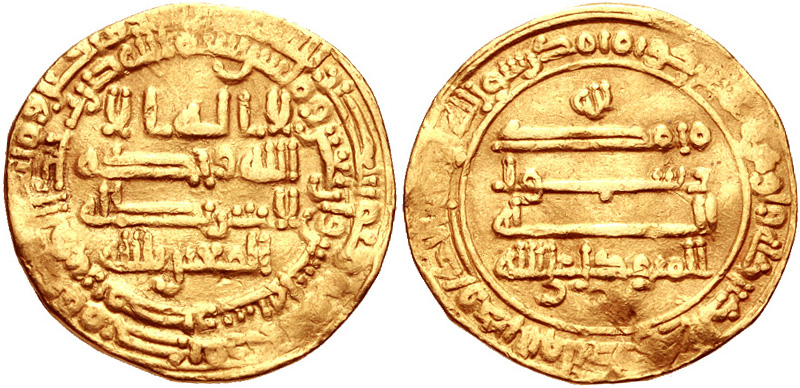
Dinar de ouro de Mutavaquil r.

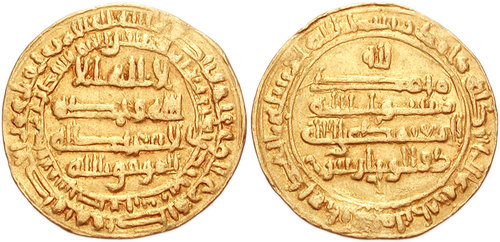
Dinar de ouro de Almutâmide r.

Devido ao fato de ter sido companheiro de bebida de Mutavaquil, Ibraim ascendeu à proeminência ao lado de seu irmão, mas acabou sendo preso por 854/855 devido as maquinações do vizir Ubaide Alá ibne Cacane. Permaneceu preso vários anos até ser liberto e nomeado, em data desconhecida, como coletor de impostos em Avaz, onde novamente seria preso, agora pelos rebeldes zanje. Conseguiu escapar e por 882 acompanhou Almutâmide em sua viagem para a corte de Amade ibne Tulune (r. 868–884) e tornar-se-ia brevemente vizir. 

## Vida
Ibraim e seu irmão, Alboácem Amade, foram possivelmente de origem persa. Ambos foram distintos homens de letras e ascenderam à proeminência na corte dos abássidas em Samarra. Ibraim ascendeu à proeminência como um dos companheiros de bebida do califa Mutavaquil (r. 847–861). Como resultado do favor califal, tornou-se um dos mais influentes cortesões. Seu irmão Amade foi também um dos mais poderosos oficiais naquele tempo. O vizir Ubaide Alá ibne Cacane, ameaçado pelos irmãos, causou a derrocada e prisão de ambos em 854/855. Diferente de sue irmão, Ibraim permaneceu na prisão por vários anos; é desconhecido quando foi libertado e nomeado coletor de impostos em Avaz. Durante seu mandato lá, foi capturado pelos rebeldes zanje. Eles levaram-no para Baçorá e prenderam-no ali, mas foi capaz de escapar ao quebrar o muro da prisão.
Em 882, acompanhou o califa Almutâmide (r. 870–892) em sua tentativa de fugir para junto de Amade ibne Tulune (r. 868–884), e foi brevemente nomeado seu vizir. Pelo tempo de sua morte em 892/893, foi chefe do departamento dos domínios privados do califa (divã aldia). Ele muito provavelmente foi o autor de um tratado sobre administração, al-ʿAdhrāʾ fi mawāzīn al-balāgha wa adawāt al-kitāba. Anedotas sobre ele, tão bem como vários de seus poemas, incluindo alguns dedicados à famosa cantora Aribe, sobreviveram em várias coleções medievais.